# Форте дей Марми
Форте дей Марми (на италиански: Forte dei Marmi) е град и община в Италия, в региона Тоскана, в северозападния крайбрежен район на провинцията Лука, наречен Версилия. Населението е около 7603 души (2013).
Градът е много известен летен курорт заради своите плажове и клубове.

## Личности
Във Форте дей Марми живее певецът Андреа Бочели.